# Tradescantia occidentalis
Tradescantia occidentalis là một loài thực vật có hoa trong họ Commelinaceae. Loài này được (Britton) Smyth miêu tả khoa học đầu tiên năm 1899.